# Чутчев, Игорь Сергеевич
Игорь Сергеевич Чутчев (род. 26 февраля 1974 года) — российский волейболист и тренер.

## Тренерская карьера
С 1996 года выступал за «Урал».
Тренерскую карьеру начал в начале 2010-х в качестве старшего тренера в клубе «Факел». С 2015 по 2017 год был главным тренером «Факела». 
В 2018 году вошёл в тренерский штаб Константина Брянского в «Динамо» (Москва), затем стал главным главным тренером фарм-команды «Динамо-2», выступающей в Высшей лиге «А».